# Lleó massai
El lleó massai (Panthera leo massaica) és una subespècie de lleó. És el major depredador de les planures del Serengeti, a Tanzània, i el Masai Mara, a Kenya. Els famosos lleons devoradors d'homes de Tsavo pertanyien a aquesta subespècie.
Les seves poblacions s'estenen des del sud-est del Sudan, passant pel sud d'Etiòpia, Somàlia, i arriba al nord de Zimbàbue i Moçambic.
Els mascles d'aquesta subespècie pesen de 145 a 205 kg i arriben a un màxim de 250 kg, les femelles poden pesar de 103 a 124 kg. La llargada màxima és de 3 m.